# Costa Sudoeste
Costa Sudoeste este o arie protejată (arie de protecție specială avifaunistică — SPA) din Portugalia întinsă pe o suprafață de 100.685 ha, integral pe uscat.

## Localizare
Centrul sitului Costa Sudoeste este situat la coordonatele 37°17′23″N 8°53′18″W / 37.289841°N 8.888434°V.

## Înființare
Situl Costa Sudoeste a fost declarat arie de protecție specială avifaunistică în martie 1988 pentru a proteja 26 de specii de plante și 80 de specii de animale.

## Biodiversitate
Situată în ecoregiunile marină Atlantică și mediteraneană, aria protejată conține 48 de habitate naturale: Bancuri de nisip acoperite în permanență slab de apă marină, Estuare, Terase mlăștinoase și terase nisipoase neacoperite de apă la reflux, Lagune de coastă, Faleze cu vegetație de Limonium spp. endemic de pe coastele mediteraneene, Salicornia și alte specii anuale care populează regiunile mlăștinoase și nisipoase, Pajiștile Spartina (Spartinion maritimae), Pășuni mediteraneene udate de apa mării (Juncetalia maritimi), Tufărișuri halofile mediteraneene și termo-atlantice (Sarcocornetea fruticosi), Tufărișuri halo-nitrofile (Pegano-Salsoletea), Stepe sărăturate mediteraneene (Limonietalia), Dune mobile cu vegetație embrionară, Dune mobile de-a lungul țărmului cu Ammophila arenaria („dune albe”), Dune de coastă fixe cu vegetație erbacee („dune gri”), Dune fixe decalcificate atlantice (Calluno-Ulicetea), Depresiuni intradunale umede, Dune cu vegetație ierboasă Malcolmietalia, Dune cu vegetație ierboasă Brachypodietalia cu specii anuale, Dune de coastă cu Juniperus spp., Dune cu tufărișuri sclerofile Cisto-Lavenduletalia, Dune împădurite cu Pinus pinea și/sau Pinus pinaster, Vegetație psamofilă uscată cu pășuni deschise de Corynephorus și Agrostis, Ape oligotrofe din câmpii nisipoase, cu un conținut foarte redus de minerale (Littorelletalia uniflorae), Ape oligotrofe în general din solurile nisipoase vest-mediteraneene, cu un conținut foarte redus de minerale, cu Isoetes spp., Ape puternic oligomezotrofe cu vegetație bentonică cu Chara spp., Iazuri temporare mediteraneene, Cursuri de apă de la nivel de câmpie la nivel montan, cu vegetație Ranunculion fluitantis și Callitricho-Batrachion, Râuri mediteraneene cu debit intermitent, cu specii de Paspalo-Agrostidion, Pajiști umede atlantice temperate cu Erica ciliaris și Erica tetralix, Pajiști uscate europene, Formațiuni de Cistus palhinhae pe lande maritime umede, Matorral arborescenți cu Juniperus spp., Tufărișuri termo-mediteraneene și de pre-deșert, Phrygana din Mediterana de Vest de pe vârfurile falezelor (Astragalo-Plantaginetum subulatae), Pajiști uscate seminaturale și facies de acoperire cu tufișuri pe substraturi calcaroase (Festuco-Brometalia) (* situri importante pentru orhidee), Pseudostepă cu ierburi și specii anuale de Thero-Brachypodietea, Dehesas cu Quercus spp. perene, Pajiști umede mediteraneene cu ierburi înalte de Molinio-Holoschoenion, Liziere de ierburi înalte hidrofile de câmpie și de nivel montan până la alpin, Mlaștini calcaroase cu Cladium mariscus și specii de Caricion davallianae, Pante stâncoase silicioase cu vegetație casmofită, Peșteri inaccesibile publicului, Peșteri marine scufundate complet sau parțial, Păduri aluvionare cu Alnus glutinosa și Fraxinus excelsior (Alno-Padion, Alnion incanae, Salicion albae), Păduri iberice de Quercus faginea și Quercus canariensis, Galerii de Salix alba și de Populus alba, Păduri de Quercus suber, Păduri de pin mediteraneene cu pini mezogeni endemici.
La baza desemnării sitului se află mai multe specii protejate:
- plante (26): Apium repens, Armeria rouyana, Avenula hackelii, Biscutella vincentina, Centaurea vicentina, Chaenorhinum serpyllifolium subsp. lusitanicum, Cistus palhinhae, Diplotaxis vicentina, Euphorbia transtagana, Herniaria algarvica, Herniaria maritima, Hyacinthoides mauritanica subsp. vincentina, Jonopsidium acaule, Limonium lanceolatum, Linaria algarviana, Linaria ficalhoana, Myosotis lusitanica, Myosotis retusifolia, Narcissus calcicola, Ononis hackelii, Plantago almogravensis, Salix salvifolia subsp. australis, Silene rothmaleri, Thymus camphoratus, Thymus carnosus, Verbascum litigiosum
- păsări (65): uliu porumbar (Accipiter gentilis gentilis), uliu păsărar (Accipiter nisus), pescăruș albastru (Alcedo atthis), fâsă-de-câmp (Anthus campestris), fâsă de luncă (Anthus pratensis), stârc roșu (Ardea purpurea), pietruș (Arenaria interpres), pasărea ogorului (Burhinus oedicnemus), ciocârlie-cu-degete-scurte (Calandrella brachydactyla), Calonectris diomedea, Caprimulgus ruficollis, Catharacta skua, prundăraș de sărătură (Charadrius alexandrinus), barză albă (Ciconia ciconia), barză neagră (Ciconia nigra), șerpar (Circaetus gallicus), erete de stuf (Circus aeruginosus), erete vânăt (Circus cyaneus), erete cenușiu (Circus pygargus), prepeliță (Coturnix coturnix), egretă mică (Egretta garzetta), șoim călător (Falco peregrinus), vânturel roșu (Falco tinnunculus), Galerida theklae, vulturul pleșuv sur (Gyps fulvus), Hieraaetus fasciatus, acvilă pitică (Hieraaetus pennatus), Hippolais polyglotta, Hydrobates pelagicus, sfrâncioc cu cap roșu (Lanius senator), Larus audouinii, pescăruș negricios (Larus fuscus), pescăruș-cu-cap-negru (Larus melanocephalus), Larus michahellis, pescăruș râzător (Larus ridibundus), ciocârlie de pădure (Lullula arborea), rață neagră (Melanitta nigra), gaia neagră (Milvus migrans), gaia roșie (Milvus milvus), sula bassana (Morus bassanus), muscar sur (Muscicapa striata), vultur egiptean (Neophron percnopterus), pietrar mediteranean (Oenanthe hispanica), pietrar sur (Oenanthe oenanthe), vultur pescar (Pandion haliaetus), viespar (Pernis apivorus), pitulice-fluierătoare (Phylloscopus trochilus), ploier auriu (Pluvialis apricaria), Prunella collaris, Puffinus puffinus mauretanicus, Pyrrhocorax pyrrhocorax, chiră mică (Sterna albifrons), chiră de baltă (Sterna hirundo), chiră de mare (Sterna sandvicensis), turturică (Streptopelia turtur), silvie de zăvoi (Sylvia borin), silvie roșcată (Sylvia cantillans), silvie de câmp (Sylvia communis), Sylvia conspicillata, silvie de tufiș (Sylvia undata), Tachymarptis melba, spârcaci (Tetrax tetrax), sturz-cântător (Turdus philomelos), mierlă gulerată (Turdus torquatus), nagâț (Vanellus vanellus)
- amfibieni (1): Discoglossus galganoi
- mamifere (9): vidră de râu (Lutra lutra), râs iberic (Lynx pardinus), Microtus cabrerae, liliac cu aripi lungi (Miniopterus schreibersii), liliac cu urechi de șoarece (Myotis blythii), liliac comun (Myotis myotis), liliacul mare cu potcoavă (Rhinolophus ferrumequinum), liliacul mic cu potcoavă (Rhinolophus hipposideros), liliacul cu potcoavă a lui méhely (Rhinolophus mehelyi)
- nevertebrate (1): fluturele auriu (Euphydryas aurinia)
- pești (1): Alosa fallax
- reptile (3): țestoasa de baltă (Emys orbicularis), Lacerta schreiberi, Mauremys leprosa

Pe lângă speciile protejate, pe teritoriul sitului au mai fost identificate 2 specii de păsări, 13 specii de mamifere, 7 specii de reptile.